# Saison 2003-2004 de l'Arsenal FC
Maillots
Chronologie
Saison précédente Saison suivante
L'Arsenal FC s'aligne pour la saison 2003-2004 en Premier League, en FA Cup, en Carling Cup et en Ligue des champions de l'UEFA 2003-2004. Ils font un exploit unique dans le football moderne en ne concédant aucune défaite en championnat et reçoivent un trophée en or. L'effectif de cette saison historique est surnommé les "Invincibles" d'Arsenal.

## Amical
| Clubs               | Score |
| ------------------- | ----- |
| Peterborough United | 0-1   |
| Barnet              | 0-0   |
| SC Ritzing          | 2-2   |
| Austria Vienne      | 2-0   |
| Beşiktaş            | 1-0   |
| St Albans City      | 3-1   |
| Celtic Glasgow      | 1-1   |
| K.S.K. Beveren      | 2-2   |
| Glasgow Rangers     | 3-0   |

## FA Community Shield
| Clubs             | Score         |
| ----------------- | ------------- |
| Manchester United | 1-1 (3-4 TAB) |

## Championnat d'Angleterre de football
| Clubs                   | Domicile | Extérieur |
| ----------------------- | -------- | --------- |
| Aston Villa FC          | 2-0      | 0-2       |
| Birmingham City         | 0-0      | 0-3       |
| Blackburn Rovers        | 1-0      | 0-2       |
| Bolton Wanderers        | 2-1      | 1-1       |
| Charlton Athletic       | 2-1      | 1-1       |
| Chelsea FC              | 2-1      | 1-2       |
| Everton FC              | 2-1      | 1-1       |
| Fulham                  | 0-0      | 0-1       |
| Leeds United            | 5-0      | 1-4       |
| Leicester City          | 2-1      | 1-1       |
| Liverpool               | 4-2      | 1-2       |
| Manchester City         | 2-1      | 1-2       |
| Manchester United       | 1-1      | 0-0       |
| Middlesbrough           | 4-1      | 0-4       |
| Newcastle United        | 3-2      | 0-0       |
| Portsmouth              | 1-1      | 1-1       |
| Southampton             | 2-0      | 0-1       |
| Tottenham Hotspur       | 2-1      | 2-2       |
| Wolverhampton Wanderers | 3-0      | 1-3       |

## Coupe d'Angleterre de football
| Tour    | Club              | Score |
| ------- | ----------------- | ----- |
| 3e Tour | Leeds United      | 4-1   |
| 4e Tour | Middlesbrough     | 4-1   |
| 5e Tour | Chelsea FC        | 2-1   |
| 1/4     | Portsmouth        | 5-1   |
| 1/2     | Manchester United | 0-1   |

## Coupe de la Ligue anglaise
| Tour    | Club                    | Score         |
| ------- | ----------------------- | ------------- |
| 3e Tour | Rotherham United        | 1-1 (9-8 TAB) |
| 4e Tour | Wolverhampton Wanderers | 5-1           |
| 5e Tour | West Bromwich Albion    | 0-2           |
| 1/2     | Middlesbrough           | 0-1           |
| 1/2     | Middlesbrough           | 1-2           |

## Ligue des Champions
| Tour  | Club             | Domicile | Extérieur |
| ----- | ---------------- | -------- | --------- |
| Poule | Inter Milan      | 0-3      | 1-5       |
| Poule | Lokomotiv Moscou | 2-0      | 0-0       |
| Poule | Dynamo Kiev      | 1-0      | 2-1       |
| 1\8   | Celta Vigo       | 2-0      | 2-3       |
| 1/4   | Chelsea FC       | 1-2      | 1-1       |